# Czerwień fenolowa
Czerwień fenolowa – organiczny związek chemiczny, pochodna trifenylometanu, stosowana jako barwnik, chemiczny wskaźnik pH i odczynnik analityczny do wykrywania chlorków. W środowisku kwasowym przyjmuje barwę żółtą, zaś w środowisku zasadowym – barwę czerwoną. Zakres zmiany barwy wynosi pH 6,6–8,0.